# Palleon nasus
Espèce
Synonymes
- Brookesia betsileana Ahl, 1927
- Brookesia nasus Boulenger, 1887
- Brookesia nasus pauliani Brygoo, Blanc & Domergue, 1972

Statut de conservation UICN

 VU B1ab(iii) : Vulnérable
Statut CITES
Palleon nasus est une espèce de sauriens de la famille des Chamaeleonidae.

## Répartition
Cette espèce est endémique du Sud-Est de Madagascar.

## Description

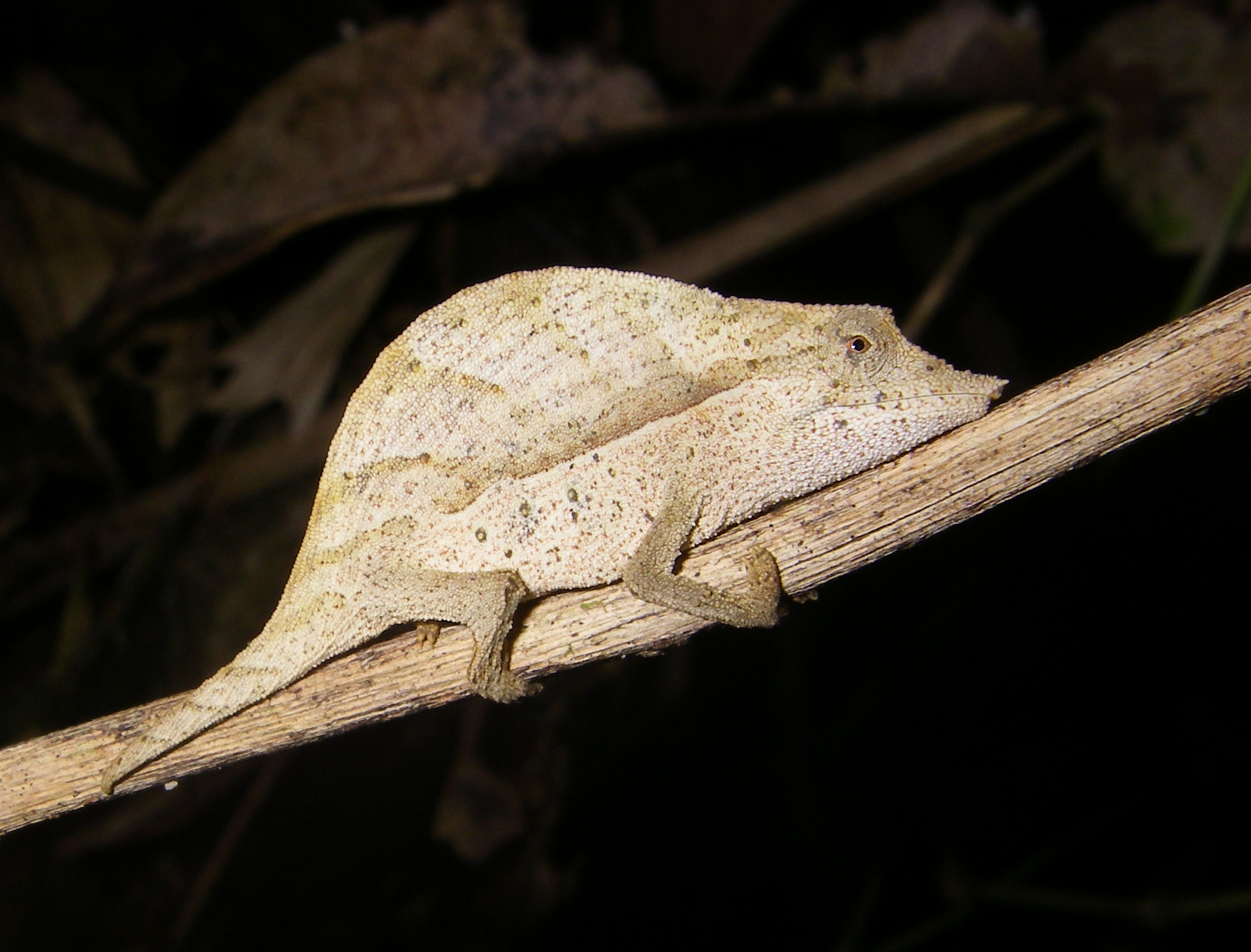
Palleon nasus

Ce caméléon nain est de petite taille, diurne, et vit au sol ou sur les branches basses des forêts.

## Liste des sous-espèces
Selon The Reptile Database (5 juin 2012) :
- Palleon nasus nasus (Boulenger, 1887)
- Palleon nasus pauliani (Brygoo, Blanc & Domergue, 1972)

## Publications originales
- Boulenger, 1887 : Catalogue of the Lizards in the British Museum (Nat. Hist.) III. Lacertidae, Gerrhosauridae, Scincidae, Anelytropsidae, Dibamidae, Chamaeleontidae. London, p. 1-575 (texte intégral).
- Brygoo, Blanc & Domergue, 1972 : Notes sur les Brookesia (Chaméléonidés) de Madagascar. VII. Brookesia de l'Andringitra: observations sur B. nasus Boulenger, 1887; description de B.n. pauliani n. subsp. Bulletin du Muséum national d'Histoire naturelle, Paris, vol. 42, no 56, p. 591-600.